# North West 200
Das North West 200 ist ein Motorradrennen, welches seit 1929 jährlich im Mai in Nordirland stattfindet.

## Strecke
Das Rennen ist ein Straßenrennen, ähnlich der Isle of Man TT oder dem Ulster Grand Prix, welches vom City of Derry & District Motor Club organisiert wird. Die Rennstrecke, genannt The Triangle, verläuft durch die Städte Portstewart, Coleraine und Portrush und führt entlang der Straßen A2, B185 und A29, welche bei den Rennveranstaltungen durch Schikanen unterbrochen sind. Das North West 200 zählt zu den schnellsten Straßenrennen der Welt. Geschwindigkeiten bis 320 km/h sind keine Seltenheit. Die bisher höchste Geschwindigkeit wurde im Training zum North West 200 2016 mit Bruce Anstey 336 km/h gemessen.

## Namensgebung
Die ursprüngliche Renndistanz betrug 200 Meilen. Da Coleraine als Sitz des veranstaltenden Clubs im Nordwesten von Nordirland liegt, war die Namensgebung klar. Wegen diverser Regeländerungen und einem enormen Anstieg bei den teilnehmenden Fahrern und Klassen werden heute (Stand 2016) je nach Rennserie vier bis sechs Runden gefahren.

## Siegerliste

### Fahrer
| Siege | Fahrer |
| ----- | --- |
| 27    | Alastair Seeley |
| 15    | Robert Dunlop |
| 13    | Joey Dunlop, Michael Rutter |
| 11    | Glenn Irwin, Phillip McCallen |
| 10    | Bruce Anstey |
| 9     | Tony Rutter |
| 8     | Ian Lougher |
| 7     | Steve Plater |
| 6     | Lee Johnston, John McGuinness, Davey Todd |
| 5     | Woolsey Coulter, Steve Cull, Michael Dunlop, Ryan Farquhar, Mick Grant, Tommy Robb, Ian Simpson, Arthur Wheeler, John Williams |
| 4     | William Dunlop, Jimmie Guthrie, Peter Hickman, David Jefferies, Eddie Laycock, Bob McIntyre, Ernie Nott |
| 3     | Artie Bell, Ralph Bryans, Richard Cooper, Geoff Duke, Eric Fernihough, Rodney Gould, Tom Herron, Ian Hutchinson, Ray McCullough, Jeremy McWilliams, Sammy Miller, Jim Moodie, Trevor Nation, Callum Ramsay, Alan Shepherd, Charlie Williams |
| 2     | Bob Anderson, John Blanchard, Jack Brett, Derek Chatterton, John Cooper, Gary Cowan, Dick Creith, Derek Ennett, Carl Fogarty, Steve Hislop, Robert Holden, Percy Hunt, Martin Jessopp, Alistair King, Olie Linsdell, Ivan Lintin, Charlie Manders, Roger Marshall, Kevin Mitchell, Ian Newton, Phelim Owens, Donnie Robinson, Walter Rusk, Fred Stevens, Andy Watts, John White, Peter Williams, Graham Wood |

### Hersteller
| Siege | Hersteller                                                                |
| ----- | ------------------------------------------------------------------------- |
| 95    | Honda                                                                     |
| 85    | Yamaha                                                                    |
| 37    | Norton                                                                    |
| 31    | Suzuki                                                                    |
| 30    | Kawasaki                                                                  |
| 18    | Ducati                                                                    |
| 16    | BMW                                                                       |
| 10    | Excelsior                                                                 |
| 8     | Aprilia, Rudge                                                            |
| 7     | A.J.S.                                                                    |
| 5     | Paton                                                                     |
| 4     | Matchless, Moto Guzzi, NSU, Velocette                                     |
| 3     | Bultaco, EMC, GMS                                                         |
| 2     | Gilera, Seeley, Triumph                                                   |
| 1     | Armstrong, BSA, Cotton, J.A.P., O.S.S.A., Spartan, Waddon, Yamsel, Zenith |

## Liste der tödlich verunglückten Rennfahrer
Während des North West 200 kam es im Laufe der Zeit zu zahlreichen tödlichen Unfällen. Eines der prominentesten Opfer war der fünffache Isle-of-Man-TT- und North-West-200-Rekordsieger Robert Dunlop im Jahr 2008.
| Fahrer                  | Maschine           | Sterbedatum  | Details               |
| ----------------------- | ------------------ | ------------ | --------------------- |
| Norman Wainwright       | Norton (500 cm³)   | Mai 1939     |                       |
| P. L. Phillips          |                    | 15. Mai 1949 |                       |
| L. G. Aislabie          |                    | 27. Mai 1956 |                       |
| Andrew Manship          | Yamaha (350 cm³)   | 23. Mai 1970 | Training              |
| Graham Fish             | Yamaha             | 27. Mai 1973 | Training              |
| Brian Hamilton          | Yamaha (350 cm³)   | 26. Mai 1979 | Rennen                |
| Tom Herron              | Suzuki (750 cm³)   | 26. Mai 1979 | Superbike-Rennen      |
| Frank Kennedy           |                    | 26. Mai 1979 | Superbike-Rennen      |
| Mervyn Robinson         |                    | Mai 1980     |                       |
| John Newbold            | Suzuki             | 15. Mai 1982 | Superbike-Rennen      |
| Pat McLaughlin          |                    | Mai 1986     |                       |
| Donnie Robinson         |                    | Mai 1999     | Training              |
| Robert Dunlop           | Yamaha (250 cm³)   | 15. Mai 2008 | Training              |
| Mark Young              | Honda (250 cm³)    | 17. Mai 2009 | Rennen (16. Mai 2009) |
| Mark Buckley            | Aprilia (1000 cm³) | 19. Mai 2012 | Superstock-Rennen     |
| Simon Andrews           | BMW (1000 cm³)     | 19. Mai 2014 | Superstock-Rennen     |
| Malachi Mitchell-Thomas | Honda              | 14. Mai 2016 | Supertwin-Rennen      |